# Som Valencians
Som Valencians, també conegut amb les sigles SOMVAL, és un partit polític regionalista d'àmbit valencià fundat l'any 2014. Es va presentar en societat el gener de 2015.
Des de febrer de 2016 el seu líder és Joan Ignaci Culla i Hernández, destacat membre del Grup d'Acció Valencianista des de la seua fundació.

## Ideologia
En l'àmbit lingüístic i cultural, Som Valencians defensa els plantejaments tradicionals del blaverisme. Així doncs, rebutja la unitat de la llengua, considera el valencià i el català dos idiomes diferents i demana l'oficialització de les normes del Puig. El partit també és favorable a la denominació oficial de Comunitat Valenciana, però sense deixar de banda el nom tradicional de Regne de València, i a la Reial Senyera com a bandera de la Comunitat Autònoma.
Més enllà d'aquestes qüestions, Som Valencians reclama la creació d'una Agència Tributària Valenciana que gestione els diners del País Valencià, el desenvolupament del corredor del Mediterrani i de l'interior per Aragó, l'execució del transvasament de l'Ebre, la desaparició de les ajudes als partits polítics, la limitació dels mandats dels càrrecs públics a vuit anys, i la reforma de la llei electoral.

## Resultats electorals
- Eleccions generals espanyoles de 2016: 6.612 vots = 0 diputats.[8]
- Eleccions generals espanyoles de 2015: 6.084 vots = 0 diputats.[9]
- Eleccions a les Corts Valencianes de 2015: 6.745 vots = 0 diputats.[10]